# Рафі Бістритцер
Рафі Бістритцер (1974 , Ізраїль ) — ізраїльський фізик, керівник групи алгоритмів у Applied Materials. 
Лауреат премії Вольфа з фізики 2020 року разом з Пабло Харільо-Ерреро та Аланом Макдональдом за «піонерську теоретичну та експериментальну роботу над скрученим двошаровим графеном».

## Біографія
Бістрицер здобув ступінь бакалавра з фізики в Тель-Авівському університеті в 2000 році. В 2003 здобув ступінь магістра фізики, в 2007 — доктора фізики, обидва в Науково-дослідному інституті Вейцмана. 
Переїхав до Сполучених Штатів для навчання в докторантурі в Університеті Техасу в Остіні під керівництвом професора Алана Макдональда, де вивчав теоретичну фізику двошарового графену і, зокрема, скрученого двошарового графену. 
Їхні розрахунки передбачили, що два паралельних аркуші графену, скручені під кутом 1,1 градуса один щодо одного (кут, відомий як «магічний кут»), будуть мати плоскі муарові смуги і, таким чином, можливо, корельовані стани. 

Роботи Макдональда і Бістрицера послужили основою для пізніших експериментальних досліджень Пабло Харільо-Ерреро з Массачусетського технологічного інституту, група якого підтвердила правильність розрахунків в 2018 році. 
.
Результатом став прорив у галузі твістроніки. 
За свою роботу Бістрицер, Макдональд і Харільо-Ерреро були спільно нагороджені премією Вольфа 2020 року з фізики.
У березні 2011 року Бістрицер повернувся до Ізраїлю і приєднався до Aspect Imaging, де працював фізиком і очолював групу досліджень і розробок реології. 
В 2013 році перейшов до Medtronic на посаду менеджера групи з фізики. 
З грудня 2015 року працює в «Applied Materials» на посаді директора групи алгоритмів, яка зосереджується на комп’ютерному зору та машинному навчанні. 
В 2020 році був призначений на посаду доцента 

Тель-Авівського університету.
На почок 2020-х Бістрицер живе у Петах-Тіква, Ізраїль. 